# Přirovnání
Přirovnání je pojmenování na základě srovnání, podobnosti dvou subjektů. Působí jako oživení projevu: otevírá široké pole lidské představivosti a činí projev mnohem rozmanitější a zajímavější.

## Přirovnání v češtině
Přirovnání se nejčastěji tvoří pomocí částice jako:
- „je chytrý jako liška“
- „bystrý jako rys“
- „starý jako Pes

Existuje však mnoho jiných způsobů jak přirovnání vytvářet:
- za – má sílu za koně
- komparativ + než – má se hůře než pes
- komparativ bez předložky – má se hůře psa
- nad, přes – je chytrý nad lišku
- označení pomocí metafor – baba, tele, křeček

Přirovnání často pracují s nadsázkou, mají velmi zesílený význam: chováš se jako blázen, pálí to jako oheň. Význam přirovnávacího slova tak může být poměrně nezřetelný – flek jako Brno (tj. velký jako Brno), pálí jako čert (snad proto, že čert žije v pekle?), rýma jako hrom (hlučná, silná jako hrom). Někdy může docházet až k úplné desémantizaci (ztrátě významu) a přirovnání zůstává pouze zveličovací, zdůrazňovací, expresivní smysl – přirovnání jako prase, jako sviňa apod. lze spojit prakticky s jakýmkoli výrazem: díra jako prase, opilý jako prase, bolest jako prase atd.